# 程建军 (材料学家)
程建军（1971年—）是一位中国材料学家。

## 生平
出生于安徽省马鞍山，毕业于马鞍山市第二中学，1993年获得南开大学化学学士学位，1996年获得南伊利诺伊大学化学硕士学位，2001年获得加利福尼亚大学圣芭芭拉分校材料科学博士学位。2001年至2004年在麻省理工学院担任博士后，2005年加入伊利诺伊大学厄巴纳-香槟分校担任助教，2011年升为副教授，2015年升为教授。
2021年8月加入西湖大学担任工学院院长。

## 荣誉
- 2015年被选为美国医学与生物工程院院士。
- 2016年被选为美国科学促进会院士。
- 2020年被选为美国国家发明家科学院院士。